# Dineutus mellyi
Dineutus mellyi es una especie de escarabajo del género Dineutus, familia Gyrinidae. Fue descrita científicamente por Regimbart en 1882.
Habita en Japón, China, Nepal, Madagascar, Indonesia y Vietnam.